# Colobostema leechi
Colobostema leechi är en tvåvingeart som beskrevs av Cook 1978. Colobostema leechi ingår i släktet Colobostema och familjen dyngmyggor.
Artens utbredningsområde är Kalifornien. Inga underarter finns listade i Catalogue of Life.